# Dorothée Massé-Godequin
Dorothée Massé-Godequin, död efter 1696, var en fransk skulptör.  Hon var från 1680 medlem av Académie Royale de Peinture et de Sculpture. Hon medverkade i akademiens utställningar mellan 1682 och 1696. Kvinnliga skulptörer var ytterst ovanliga under denna tid; hon var den första kvinna som blivit medlem i akademien sedan Catherine Girardon, och den enda kvinnliga skulptören fram till 2007. 